# Josephine (cantante)
Jessica Josephine Wendel, nota semplicemente come Josephine (in greco Τζέσικα Ζόζεφιν Βέντελ?; Atene, 22 agosto 1990), è una cantante greca.

## Biografia
Nata ad Atene da madre libanese e padre tedesco, è stata notata nel 2013 dal CEO della Panik Records Giōrgos Aroenakos, che le ha offerto un contratto discografico con l'etichetta.
L'anno seguente ha preso parte alla selezione nazionale per decretare il rappresentante greco all'Eurovision Song Contest, eseguendo il duetto con Mark Angelo Dancing Nights, dove tuttavia si sono classificati al 4º posto con il 13,01% dei voti. Nel 2015 ha invece partecipato al New Wave, tenutosi a Soči, rappresentando la propria nazione con il brano Moonlight, mentre l'anno successivo è diventata concorrente a Your Face Sounds Familiar, la versione greca e cipriota di Tu cara me suena presentata su ANT1.
La sua prima tournée si è svolta nel 2019, con oltre 40 date tra Grecia e Cipro. Tra settembre e ottobre del medesimo anno ha dato al via al JSPN Tour, concentrato negli Stati Uniti d'America.
Ha visto la svolta commerciale grazie alla hit Fīmī, in collaborazione con Mad Clip, che ha conquistato il vertice della graduatoria nazionale, trascorrendo oltre un anno in classifica e conseguendo la certificazione di triplo platino dalla IFPI Greece per le oltre 60 000 unità totalizzate in suolo greco. Paliopaido, seppur non sia andato oltre la 42ª posizione, ha comunque ricevuto un disco d'oro dallo stesso ente per aver superato le 10 000 unità di vendita ed è rimasto nella hit parade per 21 settimane. Entrambi i brani hanno anticipato l'album in studio di debutto 100%, reso disponibile il 19 aprile 2021, che ha esordito al 2º posto nella classifica dei dischi greca.
A giugno 2021 ha trionfato in due categorie su tre nomination nell'ambito del MAD Video Music Award, il principale riconoscimento musicale greco, nelle categorie Miglior video pop per Egō e Miglior duetto per Fīmī. L'anno seguente vince nuovamente il MAD VMA al miglior video pop; venendo premiata per Paliopaido.

## Discografia

### Album in studio
- 2021 – 100%
- 2023 – Ta kala korisia

### Album dal vivo
- 2023 – Unplugged

### EP
- 2024 – Josephine & Friends (Stripped-Down)

### Singoli
- 2014 – Dromos agapīs (con DJ Kas)
- 2015 – Prosechōs
- 2015 – Esy ki egō
- 2016 – Kalokairines stigmes
- 2017 – Cocktail
- 2017 – Sha la la (Amaxi)
- 2017 – Dyo stagones nero
- 2018 – Magia
- 2019 – Ti
- 2019 – Den echō sīma
- 2020 – Fīmī (con Mad Clip)
- 2020 – Egō
- 2020 – Portofoli
- 2021 – Paliopaido
- 2021 – Mata Hari
- 2021 – Ta kalytera paidia
- 2022 – Tilefono
- 2022 – Kýma moy
- 2022 – Work Out (con Snik)
- 2022 – Pirkaya
- 2023 – Kathreftī kathreftaki mou
- 2023 – Berdemata
- 2023 – Tik tak (con Trannos)
- 2023 – Babe ti echeis? (con Claydee)
- 2024 – Noumero 1
- 2024 – Prin se gnōrisō (Ta kakōs keimena) (con Stavento)
- 2024 – Mythos
- 2024 – Einai Christougenna

### Collaborazioni
- 2013 – Ola allazoun (Snik feat. Josephine)
- 2013 – Gia mia akoma fora (Oge feat. Josephine)
- 2013 – Pisō an gyriza to chrono (Unique feat. Josephine)
- 2013 – Radio (Lunatic feat. Riskykidd & Josephine)
- 2014 – Kati na niōsō (Bobito feat. Josephine)
- 2015 – Dancing Nights (Mark Angelo feat. Josephine)
- 2015 – Turn Off the Lights (DJ Pitsi feat. Josephine)
- 2019 – Pes mou pōs (Bo feat. Josephine)